# Erwin Löw von und zu Steinfurth
Erwin Löw Freiherr von und zu Steinfurth (* 2. November 1841 in Darmstadt; † 17. Oktober 1914 ebenda) war Kreisrat und Mitglied des Deutschen Reichstags.

## Familie
Die Familie Löw von Steinfurth gehörte zum ritterschaftlichen Adel im Großherzogtum Hessen. Die Eltern von Erwin Löw von und zu Steinfurt waren der Gutsbesitzer und Politiker Rittmeister und Kammerherr August von Löw zu Steinfurth (1819–1890) und dessen Frau Adelheid, geborene von Pape (1820–1901).
Erwin Löw von und zu Steinfurt heiratete 1874 Mathilde Leuthner (* 1854), Tochter des Kaufmanns und Konsuls Leuthner. Aus der Ehe stammen:
- Mathilde (* 1875) heiratete 1901 den Regierungsrat Konrad Löhlein.
- Sophie (* 1876) heiratete 1904 den Bildhauer Ludwig Habich (1872–1949).
- August (* 1879), Kammerdirektor, heiratete 1909 Gertrud Schirmer (* 1883).
- Robert (* 1884) heiratete 1908 Emmy Lorenz (* 1885).[1]

## Karriere
Erwin Löw von und zu Steinfurth besuchte das Gymnasium in Darmstadt und studierte ab 1859 an der Universität Göttingen und ab 1861 an der Ludwigsuniversität in Gießen. Er unternahm umfangreiche Reisen. Nach seinem Studium erhielt er eine Stelle als Akzessist an einem Hofgericht im Großherzogtum Hessen. 1871 wurde er Assessor beim Kreis Vilbel, 1872 beim Kreis Groß-Gerau und 1877 beim Kreis Heppenheim. 1885 folgte seine Ernennung zum Kreisrat des Kreises Groß-Gerau. 1900 ging er aus gesundheitlichen Gründen in den Ruhestand.

## Weiteres Engagement
- 1863 Hofjunker[1]
- 1867 Kammerjunker[1]
- 1881 Kammerherr[1]
- Von 1881 bis 1884 war er Mitglied des Deutschen Reichstags für den Wahlkreis Großherzogtum Hessen 6 (Erbach, Bensheim, Lindenfels, Neustadt im Odenwald) und die Liberale Vereinigung.[2]

## Ehrungen
- 1890 preußischer Kronenorden III. Klasse[1]
- 1895 Ritterkreuz I. Klasse des hessischen Verdienstordens Philipps des Großmütigen[1]
- 1898 Dienstehrenzeichen in Gold für 25 Dienstjahre[1]
- 1898 Geheimer Regierungsrat[1]
- 1901 Ehrenkreuz des Verdienstordens Philipps des Großmütigen[1]
- 1913 Dienstehrenzeichen in Gold für 50 Jahre Hofdienst[1]